# Whitney Genoway
Whitney Genoway, född 13 mars 1986 i Regina i Saskatchewan, är en kanadensisk vattenpolospelare. Hon tog VM-silver i samband med världsmästerskapen i simsport 2009 i Rom.
Genoway tog silver i damernas vattenpoloturnering i samband med panamerikanska spelen 2011 i Guadalajara.